# Тайснах
Тайснах (нім. Teisnach) — громада в Німеччині, розташована в землі Баварія. Підпорядковується адміністративному округу Нижня Баварія. Входить до складу району Реген.
Площа — 25,79 км2. Населення становить 2953 ос. (станом на 31 грудня 2020).